# Mistrzostwa Polski w Kajakarstwie 2010
72. Mistrzostwa Polski seniorów w kajakarstwie – odbyły się w Poznaniu w dniach 11–13 czerwca 2010.
Mistrzostwa rozgrywane były na Torze Regatowym „Malta”.

## Medaliści

### Mężczyźni

#### Kanadyjki
| Konkurencja         | Złoto                                                                             | Czas     | Srebro                                                                               | Czas     | Brąz                                                                                 | Czas     |
| C-1 200 m           | Adam Ginter (Spójnia Warszawa)                                                    | 41,011   | Mariusz Kruk (Posnania Poznań)                                                       | 41,437   | Roman Rynkiewicz (AZS AWF Gorzów Wlkp.)                                              | 41,503   |
| C-1 500 m           | Mariusz Kruk (Posnania Poznań)                                                    | 1:50,742 | Adam Ginter (Spójnia Warszawa)                                                       | 1:51,222 | Roman Rynkiewicz (AZS AWF Gorzów Wlkp.)                                              | 1:51,378 |
| C-1 1000 m          | Marcin Grzybowski (Posnania Poznań)                                               | 3:51,661 | Tomasz Kaczor (Warta Poznań)                                                         | 3:54,139 | Michał Kudła (Posnania Poznań)                                                       | 3:56,791 |
| C-1 5000 m          | Tomasz Nędzi (Zawisza Bydgoszcz)                                                  | 25:58,35 | Marcin Żołna (MOSM Tychy)                                                            | 26:31,43 | Bartosz Pławski (Admira Gorzów Wlkp.)                                                | 26:35,04 |
| C-1 4 × 200 m relay | Posnania Poznań Kamil Mendalka Paweł Baraszkiewicz Marcin Grzybowski Mariusz Kruk | 3:16,732 | AZS AWF Gorzów Wlkp. Roman Rynkiewicz Łukasz Woszczyński Jakub Koźbiał Michał Hertel | 3:16,984 | Zawisza Bydgoszcz Marcin Ruczyński Michał Ruczyński Tomasz Sobiechowski Tomasz Nędzi | 3:23,657 |
| C-2 200 m           | Roman Rynkiewicz Łukasz Woszczyński (AZS AWF Gorzów Wlkp.)                        | 38,559   | Piotr Wiśniewski Adam Nowak (Posnania Poznań)                                        | 39,015   | Paweł Baraszkiewicz Kamil Mendalka (Posnania Poznań)                                 | 39,597   |
| C-2 500 m           | Roman Rynkiewicz Łukasz Woszczyński (AZS AWF Gorzów Wlkp.)                        | 1:44,471 | Paweł Baraszkiewicz Kamil Mendalka (Posnania Poznań)                                 | 1:45,731 | Jakub Koźbiał Michał Hertel (AZS AWF Gorzów Wlkp.)                                   | 1:46,251 |
| C-2 1000 m          | Roman Rynkiewicz Łukasz Woszczyński (AZS AWF Gorzów Wlkp.)                        | 3:38,135 | Arkadiusz Toński Mateusz Kamiński (OKS Olsztyn)                                      | 3:40,265 | Mariusz Kruk Marcin Grzybowski (Posnania Poznań)                                     | 3:41,513 |
| C-4 500 m           | Posnania Poznań Kamil Mendalka Paweł Baraszkiewicz Marcin Grzybowski Mariusz Kruk | 1:35,809 | AZS AWF Gorzów Wlkp. Jakub Koźbiał Michał Hertel Roman Rynkiewicz Łukasz Woszczyński | 1:36,838 | AZS AWF Poznań Tomasz Pośpiech Jarosław Bruch Arkadiusz Skręty Paweł Dochniak        | 1:38,545 |
| C-4 1000 m          | Posnania Poznań Piotr Wiśniewski Michał Kudła Patryk Albert Adam Nowak            | 3:23,589 | AZS AWF Poznań Tomasz Pośpiech Jarosław Bruch Arkadiusz Skręty Paweł Dochniak        | 3:23,817 | AZS AWF Gorzów Wlkp. Wojciech Chudy Artur Zając Piotr Okuniewski Michał Hertel       | 3:28,539 |

#### Kajaki
| Konkurencja         | Złoto                                                                                | Czas     | Srebro                                                                                 | Czas     | Brąz                                                                                      | Czas     |
| K-1 200 m           | Piotr Siemionowski (Zawisza Bydgoszcz)                                               | 36,217   | Denis Ambroziak (OKS Olsztyn)                                                          | 36,829   | Rafał Jackowiak (Błyskawica Rokietnica)                                                   | 37,063   |
| K-1 500 m           | Mariusz Kujawski (Zawisza Bydgoszcz)                                                 | 1:40,814 | Piotr Siemionowski (Zawisza Bydgoszcz)                                                 | 1:41,012 | Marek Twardowski (Sparta Augustów)                                                        | 1:41,120 |
| K-1 1000 m          | Krzysztof Łuczak (Posnania Poznań)                                                   | 3:29,942 | Tomasz Olszewski (Posnania Poznań)                                                     | 3:30,758 | Rafał Rosolski (Admira Gorzów Wlkp.)                                                      | 3:31,838 |
| K-1 5000 m          | Krzysztof Łuczak (Posnania Poznań)                                                   | 22:00,68 | Arkadiusz Krajewski (Admira Gorzów Wlkp.)                                              | 22:03,87 | Paweł Florczak (Astoria Bydgoszcz)                                                        | 22:08,73 |
| K-1 4 × 200 m relay | OKS Olsztyn Tomasz Mendelski Michał Zwoliński Karol Marcinkjan Denis Ambroziak       | 2:50,197 | Zawisza Bydgoszcz Piotr Siemionowski Piotr Mazur Wojciech Pietrzak Mariusz Kujawski    | 2:50,521 | UKS Kopernik Bydgoszcz Krzysztof Jarocki Dawid Putto Kajetan Rakowski Mateusz Grabowiecki | 2:53,767 |
| K-2 200 m           | Marek Twardowski Adam Wysocki (Sparta Augustów)                                      | 34,006   | Denis Ambroziak Karol Marcinkjan (OKS Olsztyn)                                         | 34,228   | Marcin Nickowski Mateusz Bochenek (AZS AWF Gorzów Wlkp.)                                  | 34,678   |
| K-2 500 m           | Marcin Nickowski Jakub Cebula (AZS AWF Gorzów Wlkp.)                                 | 1:32,243 | Wojciech Pannellier Paweł Florczak (Astoria Bydgoszcz)                                 | 1:34,757 | Karol Teodorowicz Jakub Drzazga (Astoria Bydgoszcz)                                       | 1:36,251 |
| K-2 1000 m          | Jakub Drzyzga Paweł Sierocki (Astoria Bydgoszcz)                                     | 3:15,363 | Wojciech Pietrzak Mariusz Kujawski (Zawisza Bydgoszcz)                                 | 3:15,405 | Arkadiusz Krajewski Rafał Rosolski (Amira Gorzów Wlkp.)                                   | 3:16,497 |
| K-4 500 m           | AZS AWF Gorzów Wlkp. Marcin Nickowski Jakub Cebula Mateusz Bochenek Rafał Soiński    | 1:25,262 | Posnania Poznań Mateusz Olejniczak Dawid Wardowicz Tomasz Olszewski Łukasz Jędrzejczak | 1:25,910 | Zawisza Bydgoszcz Sebastian Szypuła Wojciech Pietrzak Rafał Maroń Paweł Baumann           | 1:26,528 |
| K-4 1000 m          | Posnania Poznań Łukasz Jędrzejczak Dawid Wardowicz Tomasz Olszewski Krzysztof Łuczak | 2:55,075 | Zawisza Bydgoszcz Piotr Siemionowski Sebastian Szypuła Rafał Maroń Paweł Baumann       | 2:55,807 | AZS AWF Gorzów Wlkp. Marcin Nickowski Jakub Cebula Łukasz Imianowski Marek Kuczewski      | 2:55,963 |

### Kobiety

#### Kajaki
| Konkurencja         | Złoto                                                                                    | Czas     | Srebro                                                                                   | Czas     | Brąz                                                                            | Czas     |
| K-1 200 m           | Marta Walczykiewicz (Posnania Poznań)                                                    | 41,009   | Ewelina Wojnarowska (Warta Poznań)                                                       | 42,293   | Magdalena Krukowska (UKS Kopernik Bydgoszcz)                                    | 43,037   |
| K-1 500 m           | Ewelina Wojnarowska (Warta Poznań)                                                       | 1:51,563 | Beata Mikołajczyk (UKS Kopernik Bydgoszcz)                                               | 1:52,121 | Marta Walczykiewicz (Posnania Poznań)                                           | 1:53,819 |
| K-1 1000 m          | Beata Mikołajczyk (UKS Kopernik Toruń)                                                   | 3:55,927 | Sandra Pawełczak (Dojlidy Białystok)                                                     | 3:58,297 | Dorota Kuczkowska (WTW Warszawa)                                                | 4:00,277 |
| K-1 5000 m          | Aleksandra Górna (Zawisza Bydgoszcz)                                                     | 24:46,98 | Paulina Wiewióra (AZS AWF Gorzów Wlkp.)                                                  | 24:58,46 | Agnieszka Kowalczyk (AZS AWF Gorzów Wlkp.)                                      | 25:15,94 |
| K-1 4 × 200 m relay | UKS Kopernik Bydgoszcz Beata Mikołajczyk Magdalena Krukowska Laura Kryger Marta Roszczyn | 3:20,926 | AZS AWF Gorzów Wlkp. Daria Polakowska Karolina Naja Paulina Wiewióra Agnieszka Kowalczyk | 3:22,348 | Warta Poznań Ewelina Wojnarowska Ewa Bresińska Paula Chudzińska Jagoda Lemańska | 3:31,852 |
| K-2 200 m           | Marta Walczykiewicz Aneta Konieczna (Posnania Poznań)                                    | 39,798   | Karolina Naja Paulina Wiewióra (AZS AWF Gorzów Wlkp.)                                    | 40,362   | Dorota Kuczkowska Monika Borowicz (WTW Warszawa)                                | 41,520   |
| K-2 500 m           | Beata Mikołajczyk Magdalena Krukowska (UKS Kopernik Bydgoszcz)                           | 1:44,547 | Karolina Naja Paulina Wiewióra (AZS AWF Gorzów Wlkp.)                                    | 1:47,205 | Sara Jasińska Joanna Bruska (Zawisza Bydgoszcz)                                 | 1:47,529 |
| K-2 1000 m          | Karolina Naja Paulina Wiewióra (AZS AWF Gorzów Wlkp.)                                    | 3:39,680 | Daria Polakowska Agnieszka Kowalczyk (AZS AWF Gorzów Wlkp.)                              | 3:40,934 | Laura Kryger Marta Roszczyn (UKS Kopernik Toruń)                                | 3:42,380 |
| K-4 500 m           | UKS Kopernik Bydgoszcz Beata Mikołajczyk Magdalena Krukowska Laura Kryger Marta Roszczyn | 1:37,532 | AZS AWF Gorzów Wlkp. Karolina Naja Paulina Wiewióra Daria Polakowska Agnieszka Kowalczyk | 1:37,724 | Zawisza Bydgoszcz Sara Jasińska Joanna Bruska Aleksandra Górna Agata Kordas     | 1:39,008 |
| K-4 1000 m          | AZS AWF Gorzów Wlkp Karolina Naja Paulina Wiewióra Daria Polakowska Agnieszka Kowalczyk  | 3:29,926 | Zawisza Bydgoszcz Sara Jasińska Joanna Bruska Aleksandra Górna Agata Kordas              | 3:33,748 | Posnania Poznań Marta Tracz Patrycja Krupa Zyta Zydorczak Alicja Rydzewska      | 3:34,168 |
| C-1 200 m           | Maja Madziewicz (OKS Olsztyn)                                                            | 56,156   | Magda Stanny (MSOM Tychy)                                                                | 1:08,372 | Dorota Kozakiewicz (UKS Koszałek Węgozewo)                                      | 1:13,406 |